# Терьохін Іван Дмитрович
Іван Дмитрович Терьохін (нар. 22 жовтня 1922) — Герой Радянського Союзу (1943), відзначився під час битви за Дніпро.

## Біографія
Народився 22 жовтня 1922 року в селі Максимовка (нині Сандиктауський район Акмолинської області Казахстану) у селянській родині. Росіянин. Освіта середня. Працював бухгалтером.
З 1941 року у РСЧА.
З травня 1942 року брав участь в німецько-радянській війні. Відзначився в битві за Дніпро.
12 жовтня 1943 року командир гармати 4-го гвардійського винищувально-протитанкового артилерійського полку (38-ма армія, Воронезький фронт) гвардії старший сержант Терьохін на правому березі Дніпра під час рейду в тил противника в районі села Блиставиця (Бородянський район Київської обл.) у бою при оточені групи гітлерівців у районі сіл Нові Петрівці та Старі Петрівці вогнем загородив їм вихід із оточення. 
З 1946 року у званні молодшого лейтенанта вийшов у запас. Працював на целюлозно-картонному комбінаті в місті Кизилорда.

## Звання та нагороди
24 грудня 1943 року Івану Дмитровичу Терьохіну присвоєно звання Героя Радянського Союзу.
Також нагороджений:
- орденом Леніна
- 2-ма орденами Вітчизняної війни 1 ступеня
- медалями